# Lapa

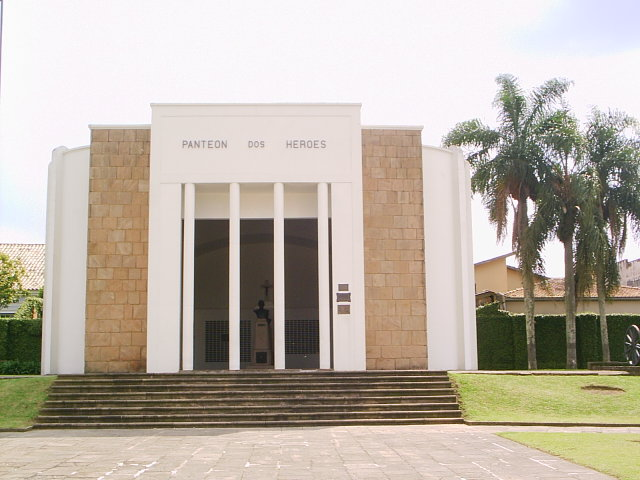
Pantheon degli eroi, il luogo in cui riposano i resti dei soldati lealisti che combatterono nell'assedio di Lapa.

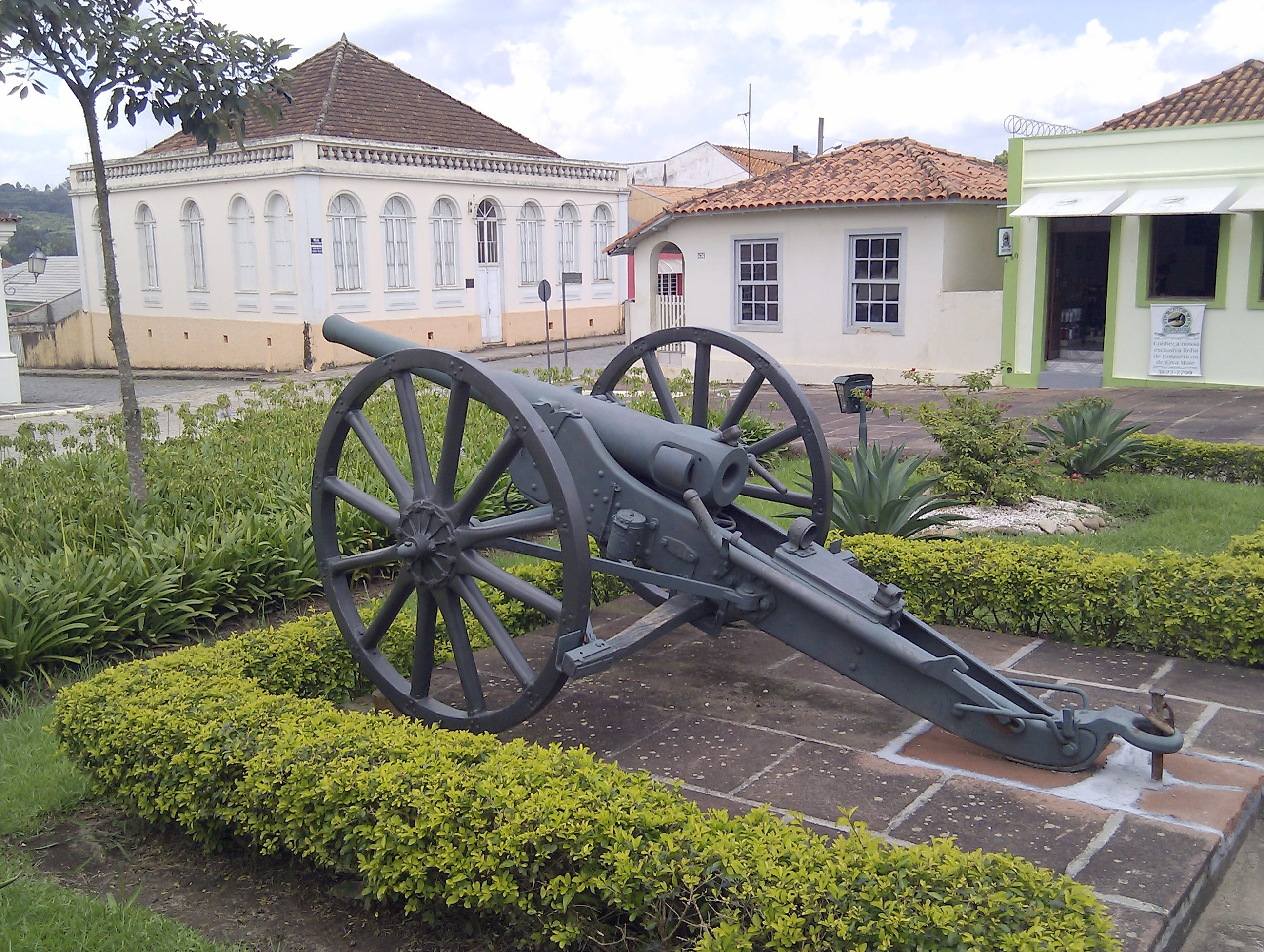
Vecchio cannone esposto di fronte al Pantheon degli Eroi.

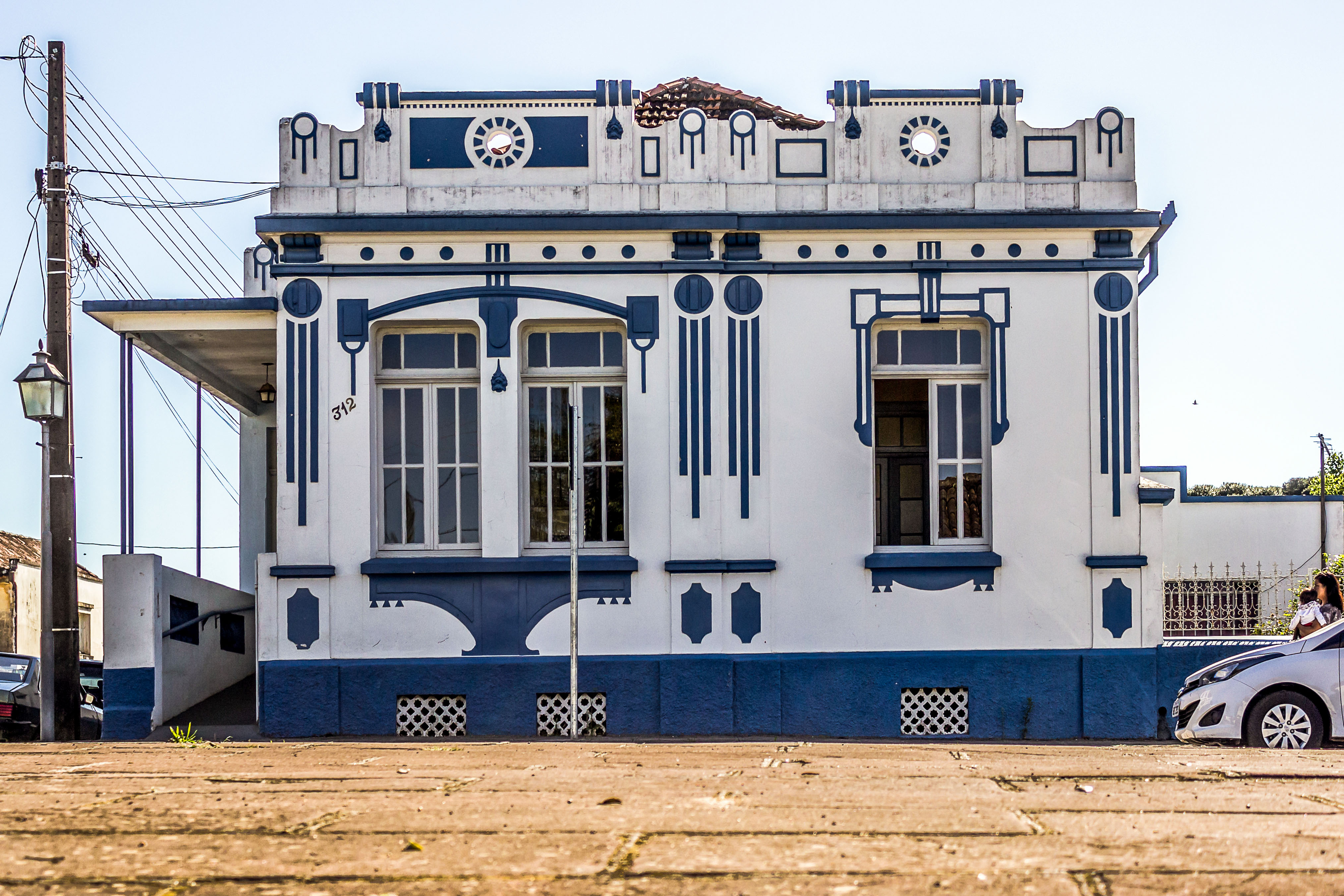
La casa dell'acqua, unità della Companhia de Saneamento do Paraná attiva nel municipio.

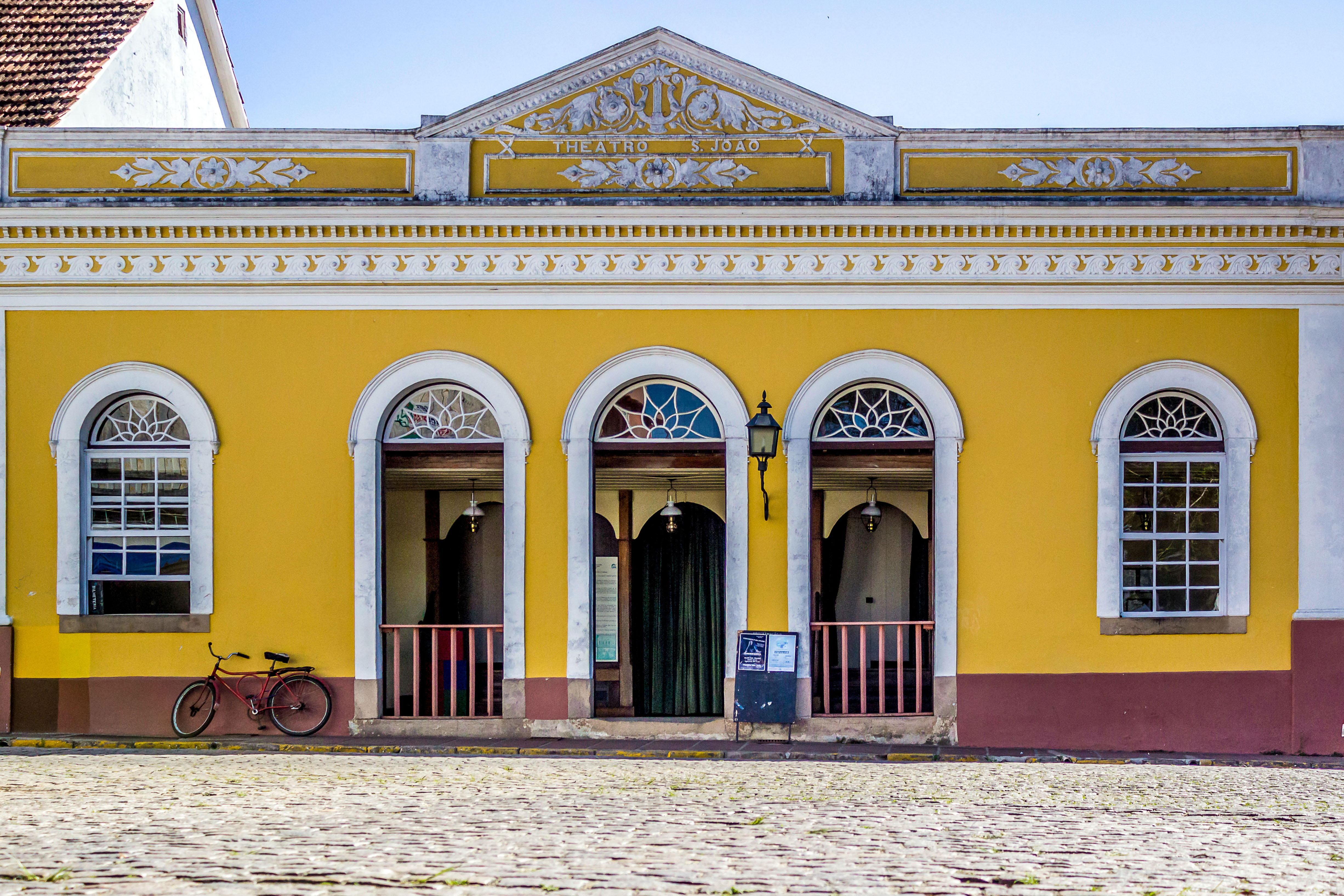
Il Teatro São João fu inaugurato nel 1876 ed è uno dei più antichi del Paraná.

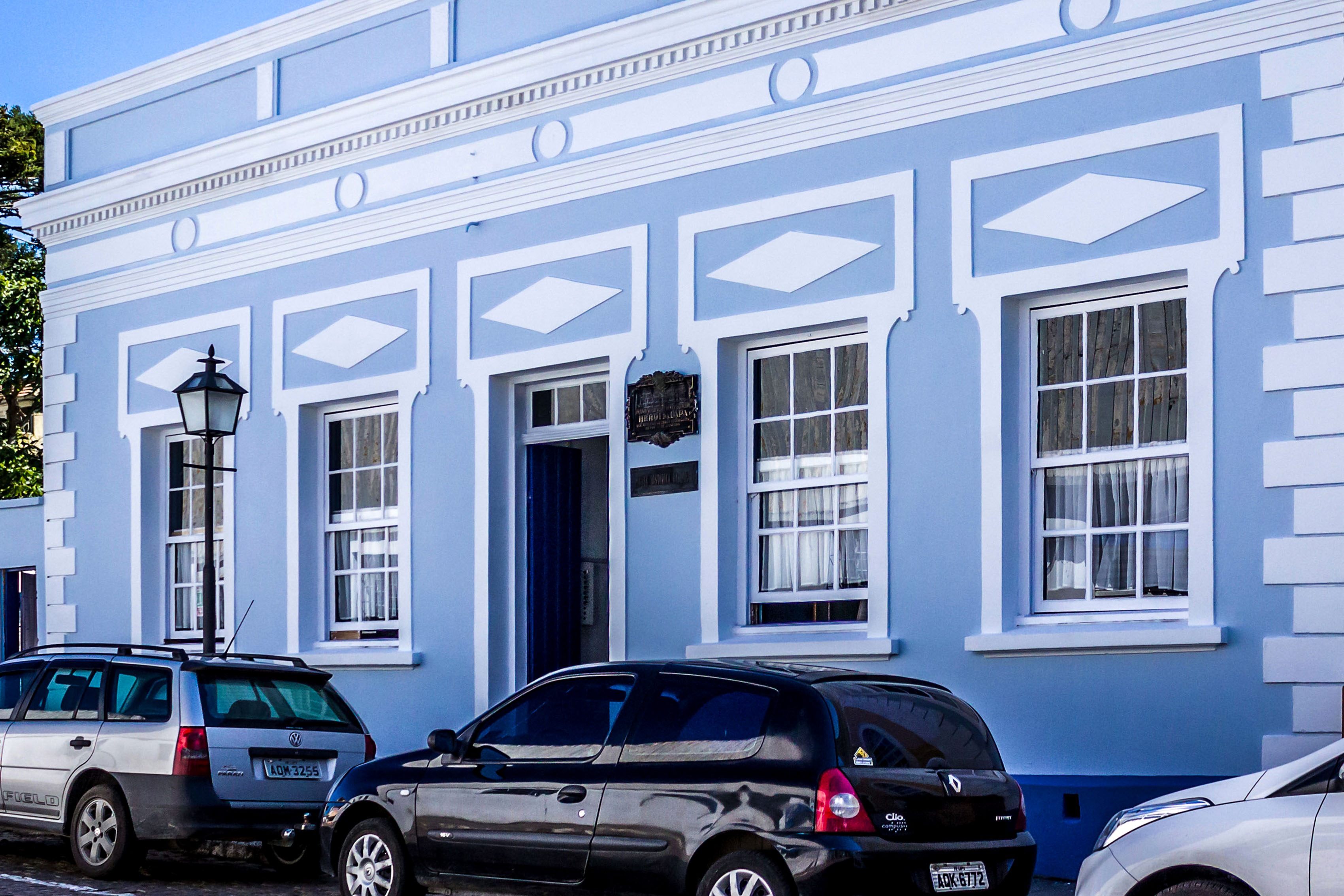
Museo storico comunale, residenza dove morì il colonnello Gomes Carneiro.

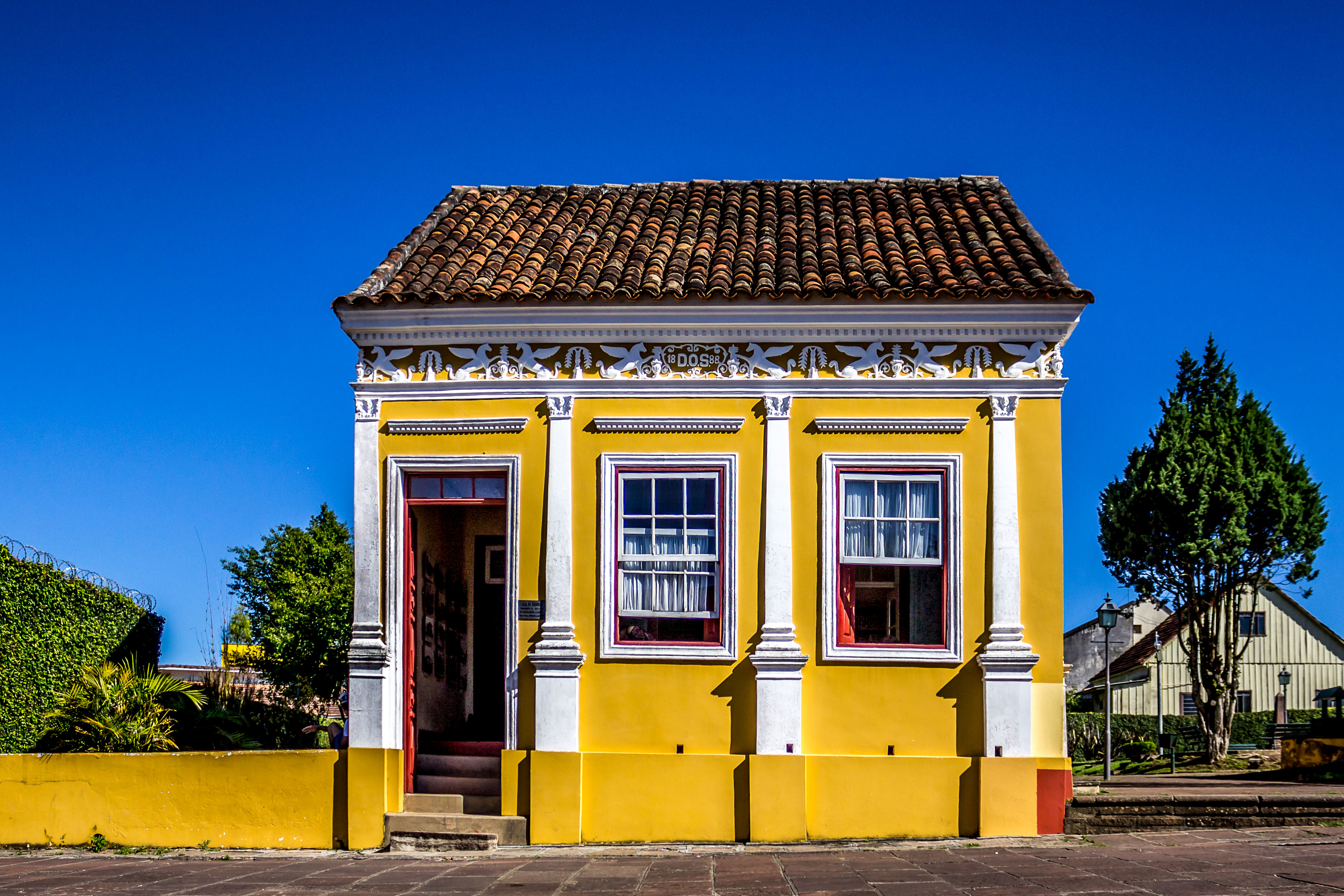
Situata in Piazza Joaquim Lacerda e costruita nel 1888, Casa da Memoria è uno spazio popolarmente noto come "Casa dos Cavalinhos".

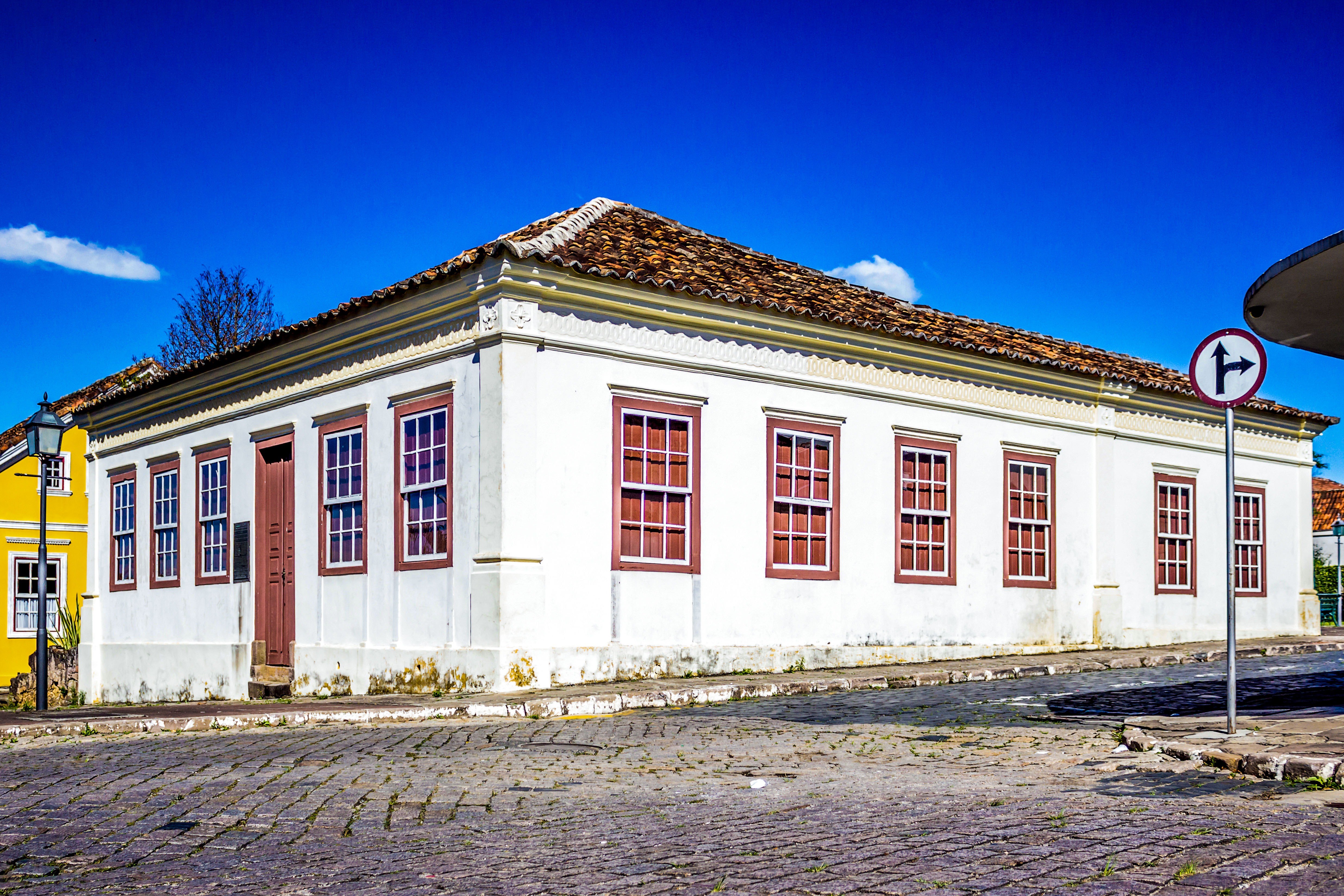
Casa costruita dalla famiglia Resende intorno al 1880. Qui nacque Ney Amintas de Barros Braga che fu il 45º governatore del Paraná. Oggi lo spazio è usato come memoriale.

Lapa in un'immagine degli Archivi nazionali.

Lapa è un comune del Brasile nello Stato del Paraná, parte della mesoregione Metropolitana de Curitiba e della microregione di Lapa. È situata ad una distanza di 62 km dalla capitale dello Stato, Curitiba.
La città venne fondata il 13 giugno 1769 e si trova a 62 km dalla capitale dello Stato Curitiba.
La sua popolazione, secondo il censimento della popolazione del 2010, è di 44 932 abitanti anche se, secondo le stime del 2018, ammonta 47 909 abitanti.
Lo sfruttamento e la coltivazione della Ilex paraguariensis, dalla quale si ricava il mate, fa parte delle attività economiche storiche. Attualmente, nonostante sia un comune con attività economiche diversificate, grazie al suo passato storico e alla bellezza del suo patrimonio storico e culturale, è meta di turisti. Il suo primo nome fu quello di "parrocchia di Santo Antônio da Lapa", sotto la giurisdizione della città di Curitiba. Nel 1806, a causa della sua rapida crescita prese il nome di "Vila Nova do Príncipe". Dopo alcuni cambiamenti giurisdizionali, infine, il 7 marzo 1872, Vila Nova do Príncipe, fu smembrata da Vila Rio Negro ed elevata allo status di città con il nome di Lapa.
Gli abitanti di Lapa sono noti come lapeani.
Sito particolarmente degno di nota è la famosa grotta del monaco.
Le attività commerciali sussistono con difficoltà a causa dell'incipienza del settore secondario e sono prive di nuovi investimenti per la creazione di posti di lavoro e reddito. Lapa è una città tranquilla. Ha una buone infrastrutture igienico-sanitarie, scolastiche (anche superiori), per i trasporti, per la salute e per il tempo libero.
Il comune è noto storicamente per il famoso assedio di Lapa. Nel 1894, ci fu un sanguinoso scontro che contrappose i pica-paus ai maragati. I secondo erano contrari alla dipendenza del Rio Grande do Sul come unità federativa all'interno del Brasile. Durante l'assedio cadde in combattimento il generale Ernesto Gomes Carneiro.

## Origini del nome
Lapa è un nome femminile derivante dalla parola pre-celtica "lappa". Essa si riferiva a una grande pietra o lastra che forma un riparo.

## Storia
Nel 1731 fu istituito lo sbarco di Capão Alto, prima denominazione di quella che è oggi la città di Lapa. La prima famiglia a stabilirsi a Capão Alto fu quella João Pereira e sua di moglie Josefa Gonçalves da Silva di Braga. Il 13 luglio 1797 Capão Alto venne elevata alla categoria di parrocchia. Il 6 giugno 1806 Capão Alto fu ribattezzata Vila Nova do Príncipe.
Lapa, ex distretto e villaggio con la denominazione di Vila Nova do Príncipe, fu elevata allo status di città con il nome di Lapa dalla legge statale nº 293 del 7 marzo 1872.

### Assedio di Lapa
Durante la Rivoluzione federalista del 1894, Lapa divenne l'arena di un sanguinoso confronto tra le truppe repubblicane, i cosiddetti picchi, e gli oppositori alla repubblica, i cosiddetti maragatos. Lapa resistette coraggiosamente fino a quando i lapeani guidati dal generale Ernesto Gomes Carneiro caddero in combattimento. Resistettero all'assedio per 26 giorni ma alla fine cedettero di fronte al più numeroso Esercito repubblicano.
L'episodio divenne noto come "assedio di Lapa", e diede al maresciallo Floriano Peixoto, capo della repubblica, il tempo sufficiente per riunire le forze e detenere le truppe federaliste. In tutto c'erano 639 uomini tra forze regolari e volontari civili, che combattevano contro le forze rivoluzionarie di 3000 combattenti. I resti del generale Carneiro, così come molti altri caduti durante la resistenza, sono sepolti nel Pantheon degli Eroi, permanentemente custoditi da una guardia d'onore dell'Esercito Brasiliano.

## Economia
Lapa ha clima e un suolo adatti alla coltivazione di vari prodotti agricoli che favoriscono l'economia del comune. Soia, mais, fagioli, patate, e piante da frutto sono alcune delle colture praticate. Sono presenti anche aziende che praticano l'agricoltura biologica che si sta sviluppando ed espandendo nel mercato.
Attualmente è parte di una delle più grandi aree di produzione di frutta con nocciolo del Paraná. Pesche, prugne e nettarine vengono vendute alle aziende che producono dolci, succhi, gelatine e prodotti affini.
Anche il bestiame svolge un ruolo importante nell'economia di Lapa. Il Núcleo Leiteiro noto come Progetto di insediamento, che dal 1991 è chiamato "la riforma agraria che ha funzionato" è un centro nella produzione di latte. Tutta la produzione, oltre ad aiutare a rifornire Curitiba e la regione metropolitana, serve le cooperative lattiero-casearie che producono formaggi, yogurt e bevande a base di latte.
L'industria del pollame è in espansione e i suoi prodotti sono distribuiti in Brasile ed esportati in molti paesi.
Diversi progetti sono già stati installati, tra gli altri: Naturalat, Café da Lapa e Mega Placas.
Lapa si trova a 64 chilometri da Curitiba e a 160 chilometri dal porto di Paranaguá. L'autostrada BR-476, che attraversa la città, è stata recentemente rilevata da un concessionario ed è la principale rotta del Mercosur. Essa collega le regioni sud-occidentali di Paraná, Santa Catarina, Rio Grande do Sul e altri paesi sudamericani.
In passato erano attive anche due cave ma entrambe sono attualmente disabilitate.

## Infrastrutture e trasporti

### Istruzione
A Lapa è presente la Facoltà di educazione di Lapa.

### Salute

#### Ospedale regionale di San Sebastiano
Situato all'estremità settentrionale della città, l'Ospedale regionale di San Sebastiano, è una clinica pubblica sotto la giurisdizione del governo statale del Paraná. Venne fondato il 30 ottobre 1927 e inizialmente destinato a curare esclusivamente pazienti affetti da tubercolosi. Tra le unità sanitarie del comune, è l'unica unità ospedaliera con alcuni posti letto di clinica medica..

## Turismo
Lapa ha un grande potenziale turistico grazie ad attrazioni di tipo culturale, gastronomico, religioso e bellico. Le principali attrazioni sono:
- Chiesa madre di Sant'Antonio
- Santuario di San Benedetto
- Museo delle armi (ex carcere)
- Pensione militare
- Casa dos Cavalinhos - Casa della memoria
- Casa Rossa (Museo dei tropeiro, Sala Congada, Centro Artigianale Aloísio Magalhães)
- Casa Lacerda
- Cineteatro imperiale
- Museo del mate
- Museo storico comunale
- Teatro São João
- Memoriale italiano (a Colonia São Carlos)
- Memoriale di Ney Braga
- Monumento a Manoel Ribas
- Monumento al barone di Campos Gerais
- Monumento agli esploratori
- Monumento ai mandriani
- Pantheon degli eroi
- Pannello dei lapeani illustri
- Pianta della città di Lapa elaborata in occasione del 50º anniversario dell'assedio della città
- Alambique DoLara
- Parco lineare
- Piazza generale Carneiro
- Piazza Joaquim Lacerda
- Fonte do Quebra Pote
- Riserva privata del patrimonio naturale Mata do Uru
- 15º gruppo di artiglieria semovente da campagna
- Spazio culturale generale Sisson

### Grotta del monaco
La grotta del monaco è situata nel parco statale del monaco. È una rientranza nel mezzo di una pendenza a cui si accede da una scala composta da 224 gradini. La grotta, a metà del 1847, servì da riparo al leggendario monaco João Maria D'Agostini.

## Cultura

### Cucina
- Riso del tropeiro[10]
- Coxinha di farofa[11]
- Quirera lapeana[10]
- Virado lapeano[10]

### Eventi
- Circuito lapeano di mountain bike[12]
- Congada lapeana[12]
- Giorno del tropeiro[12]
- Festa di San Benedetto[12]
- Festa di primavera[12][13]
- Festival cinematografico[12][14]
- Festival musicale "Lapa In Corner"[12]
- Festival del volo libero[12]

## Sport
In passato la città aveva una squadra nel campionato di calcio Paranaense, il Bosch Sport Club.

## Infrastrutture e trasporti
Il comune di Lapa è servito dalle seguenti autostrade:
- BR-476, che collega Curitiba a Porto União
- PR-427, che collega Campo do Lieutenant e Porto Amazonas
- PR-433, che collega il quartiere di Santo Amaro ad Antônio Olinto
- PR-511, che attraversa la zona rurale di Lapa (da Quitandinha a Contenda)
- PR-428, strada pianificata che collegherà la città di Lapa a São Luiz do Purunã e alla BR-376

## Gemellaggio
- Istrana

## Galleria d'immagini

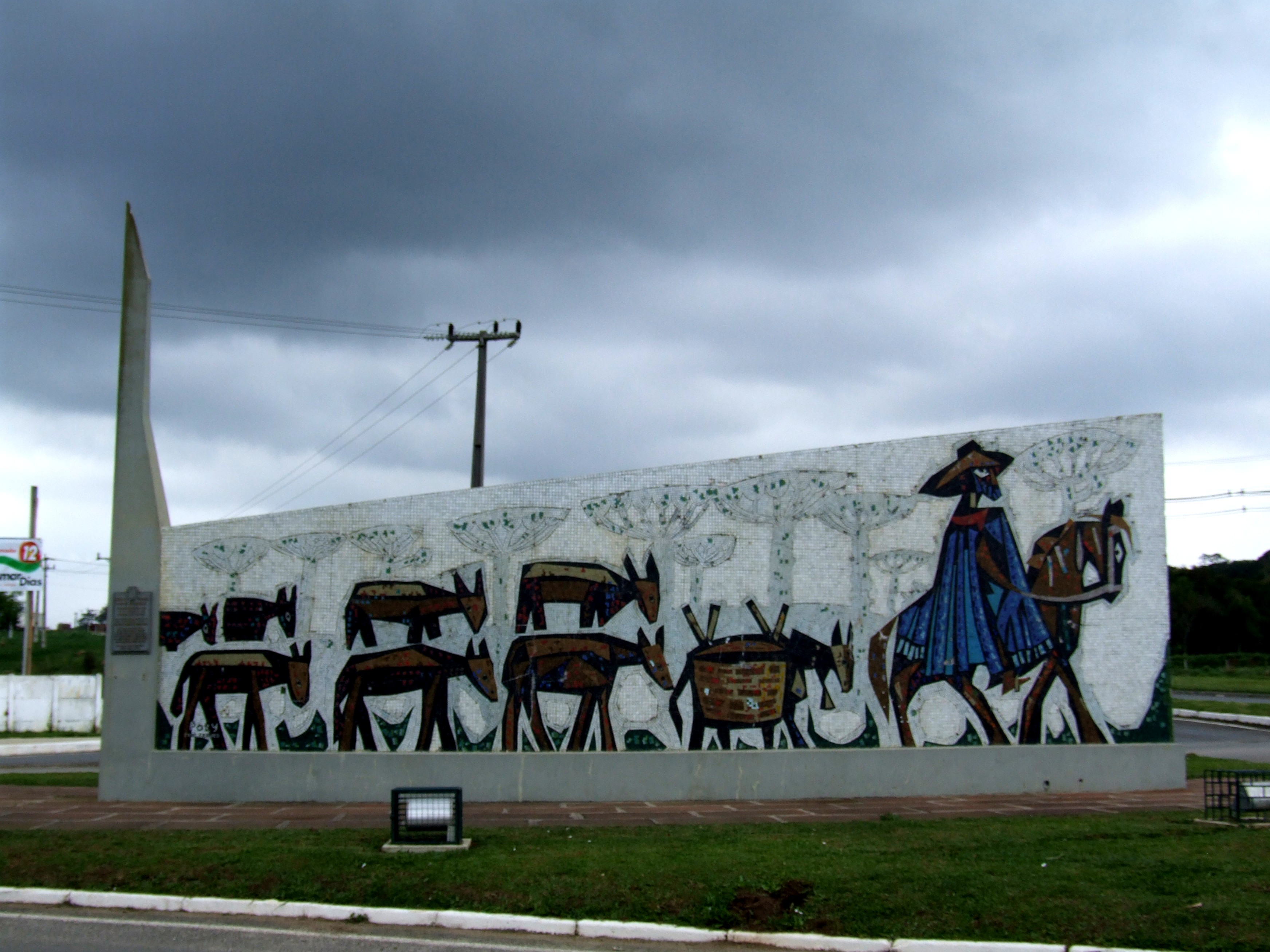
Monumento ai tropeiro, opera di Poty Lazzarotto.
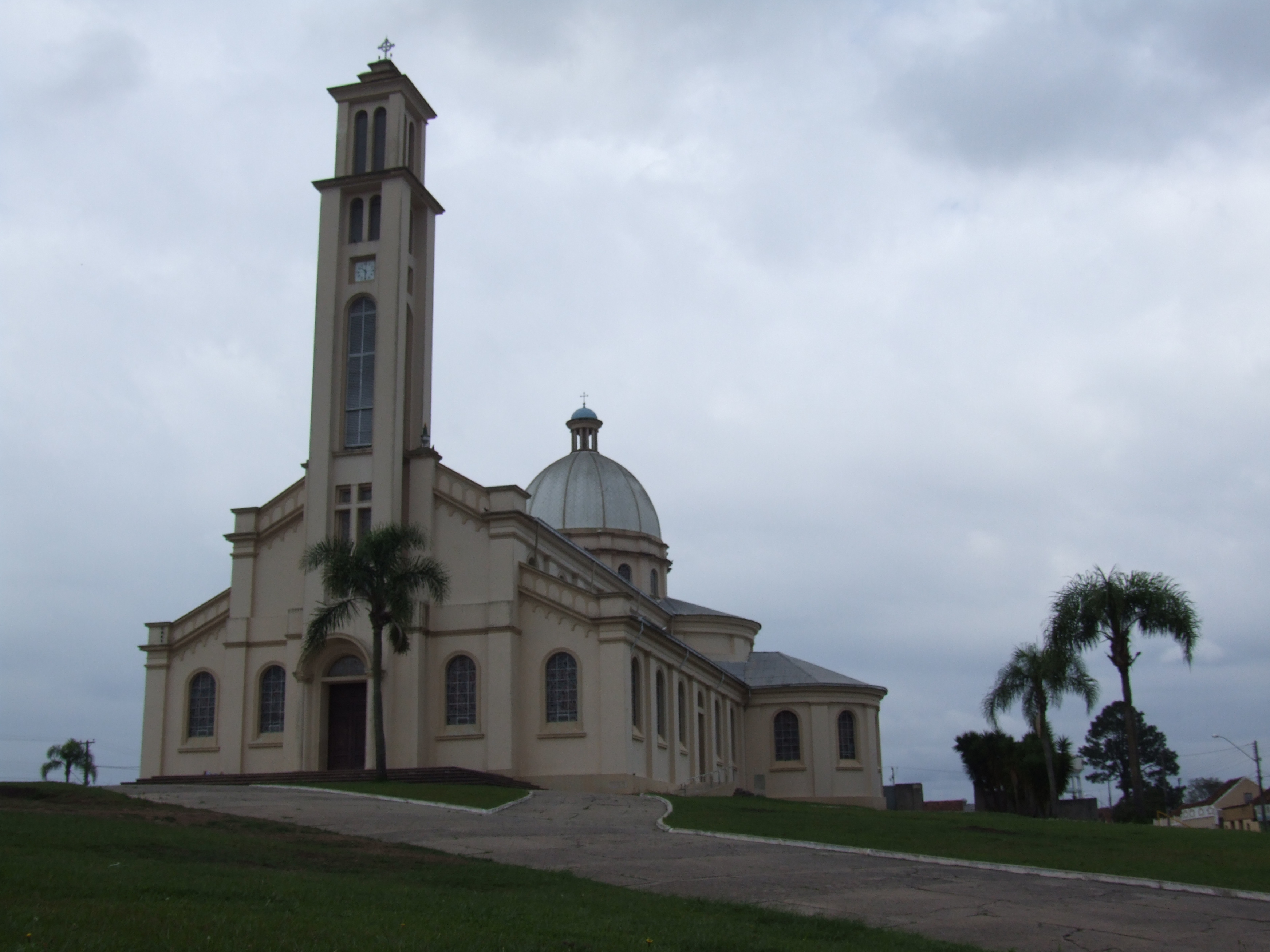
Santuario di San Benedetto.
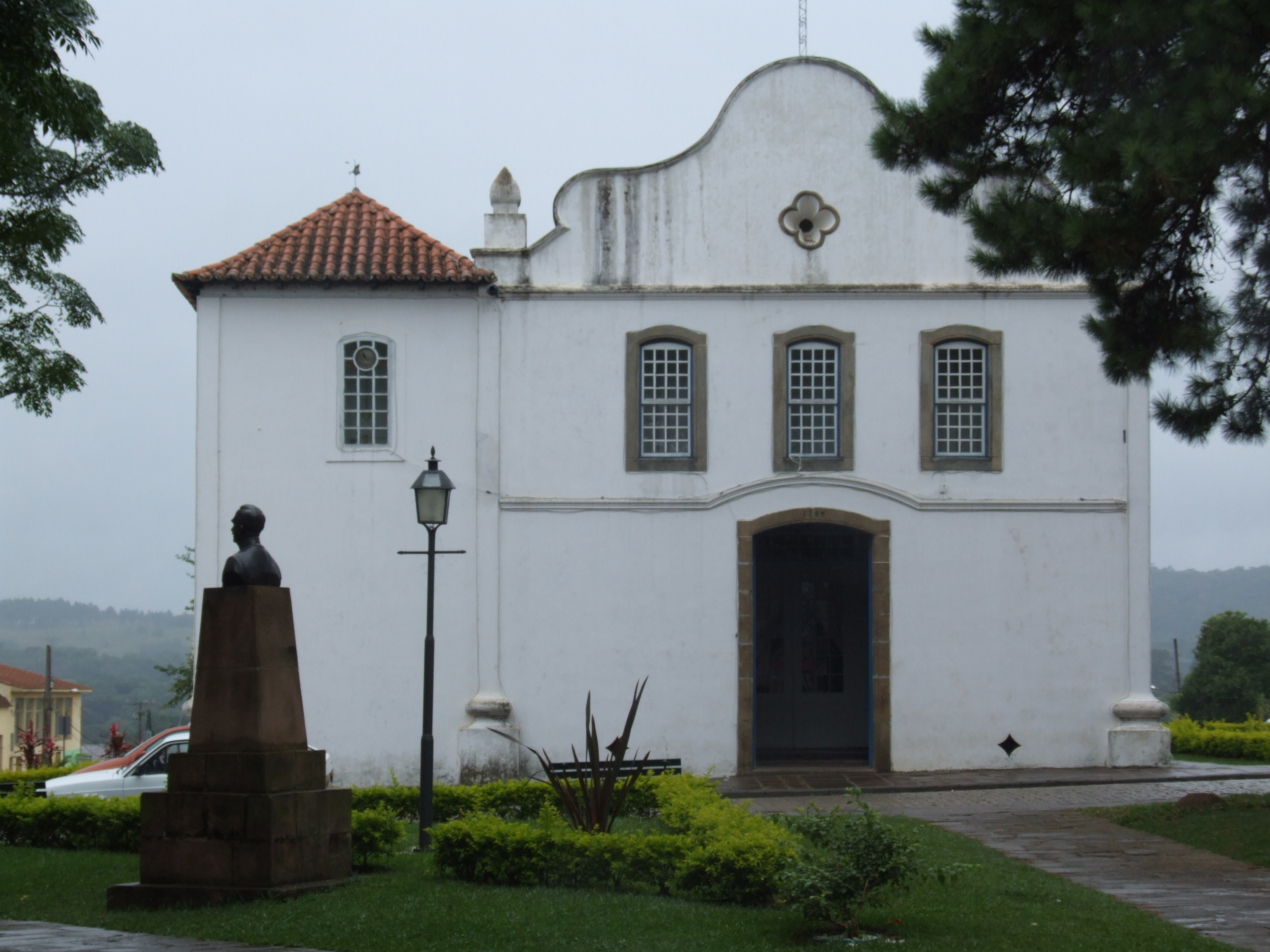
Chiesa madre di Sant'Antonio. La costruzione iniziò nel 1769 e fu completata nel 1784.
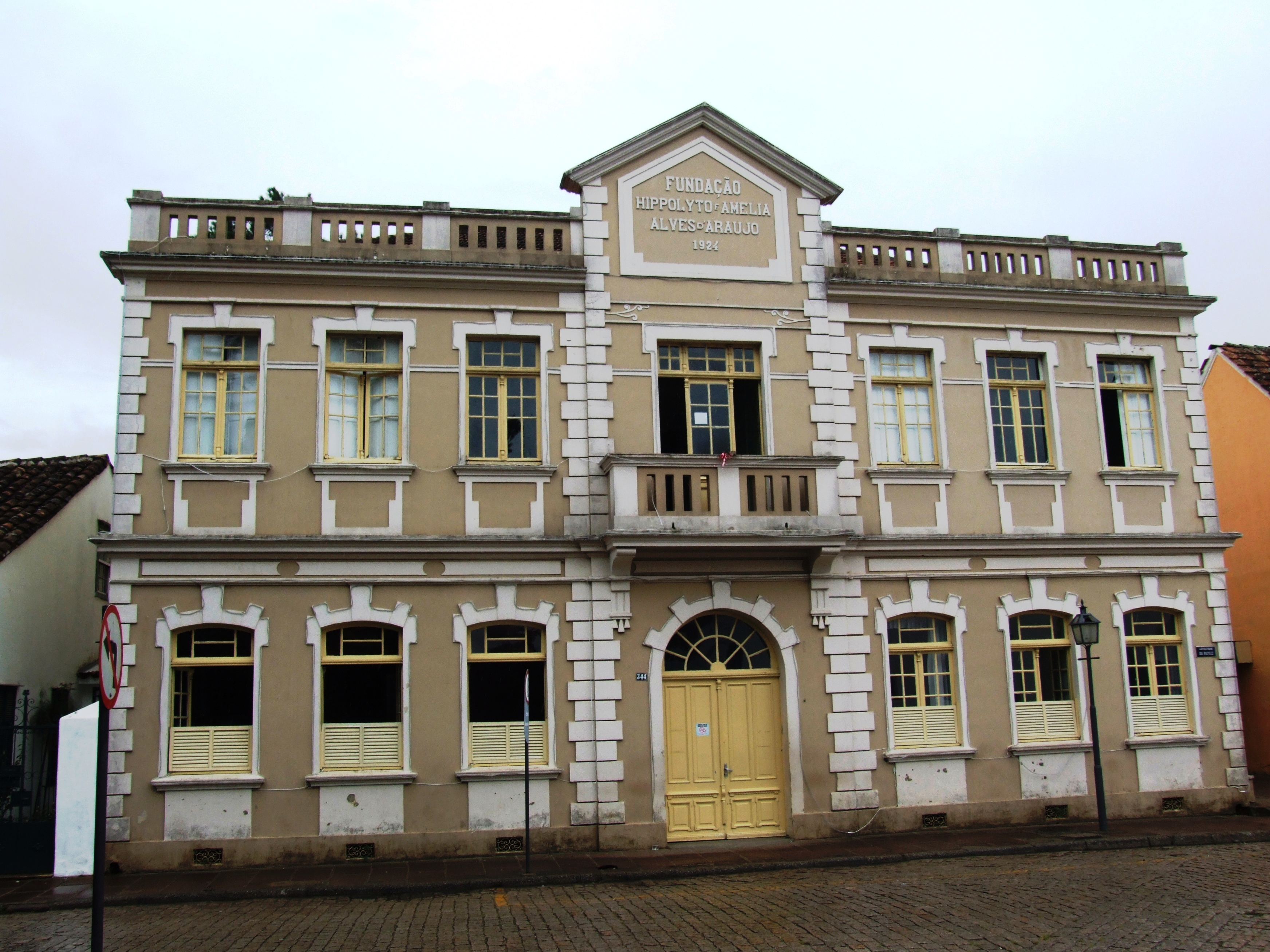
Ospedale Fundazione Hippólyto e Amelia Alves D'Araújo.
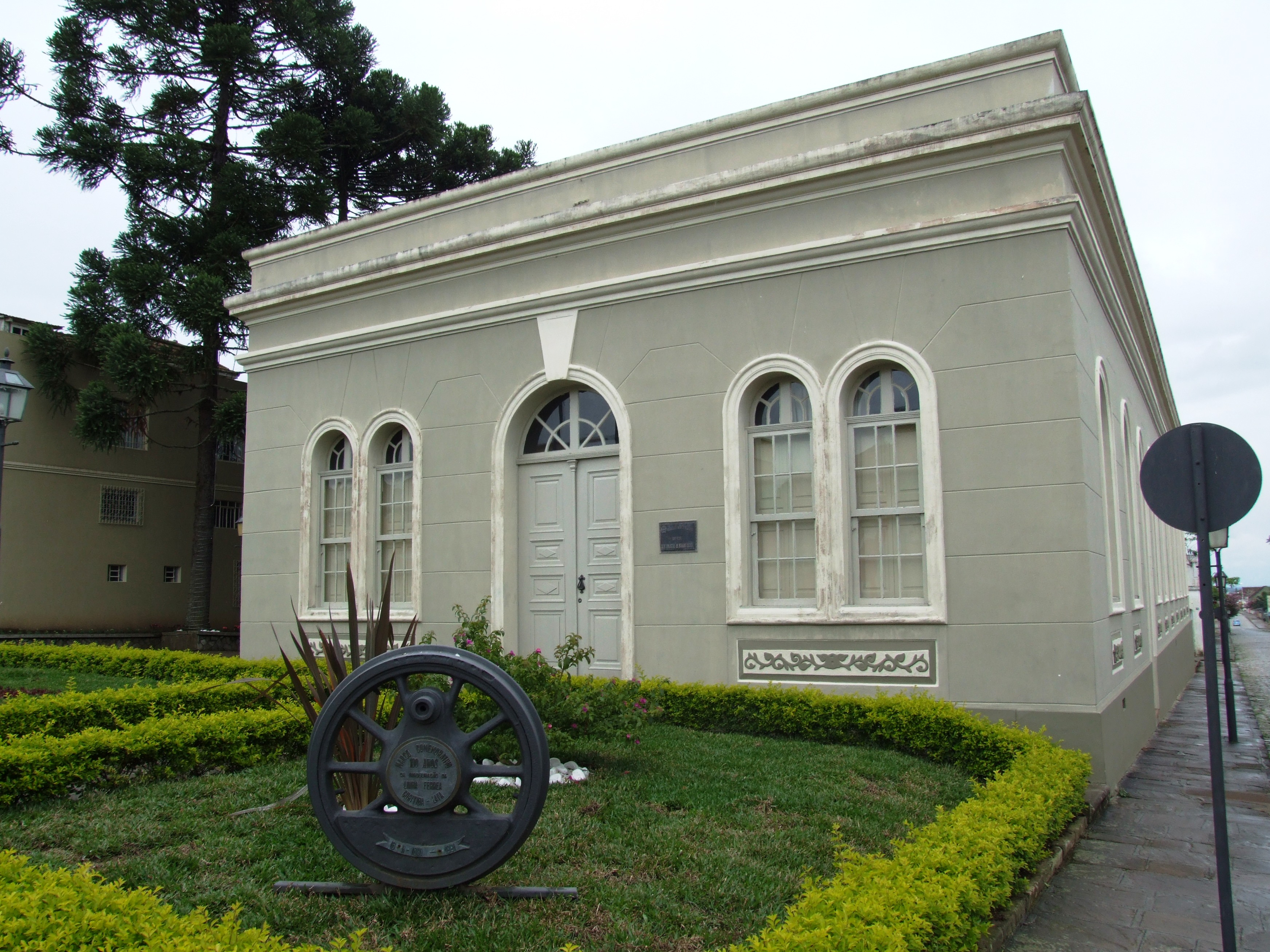
Municipio di Lapa, sede del potere esecutivo del comune.
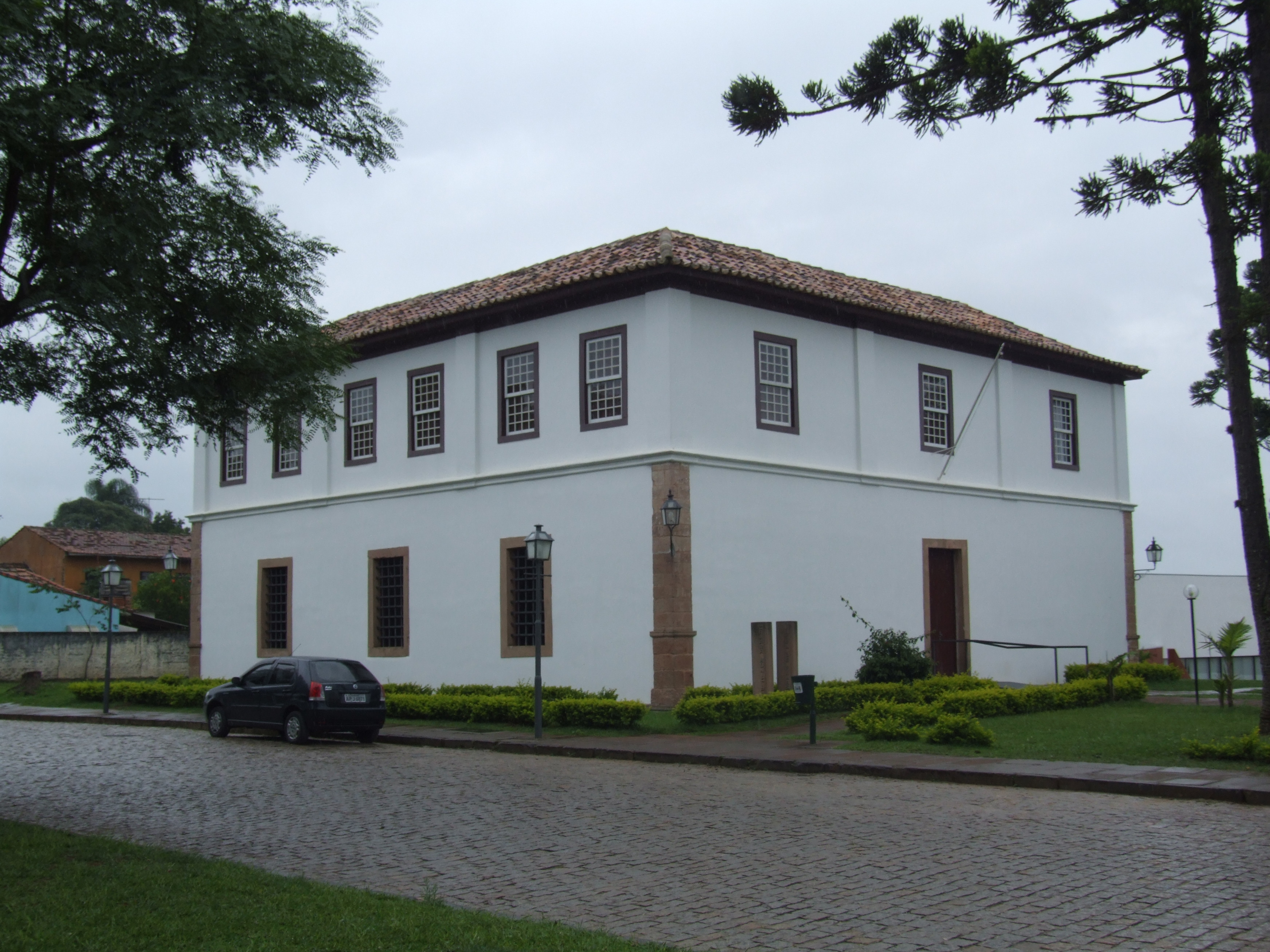
Consiglio comunale di Lapa, sede del potere legislativo del comune.
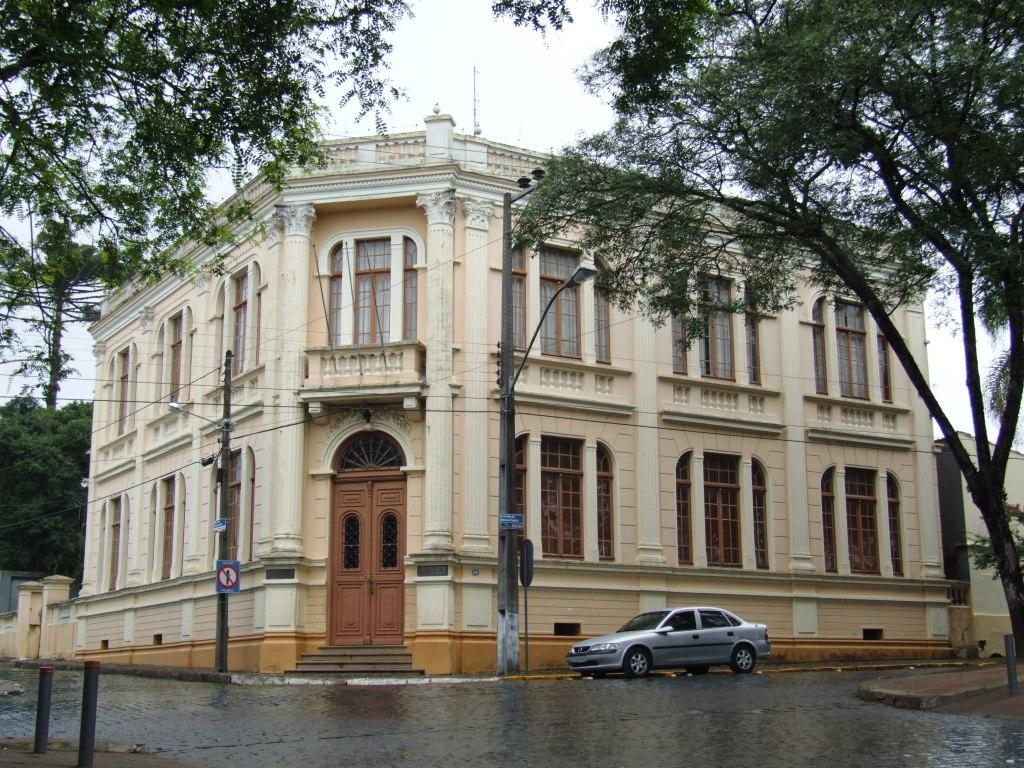
Ex foro legale di Lapa.
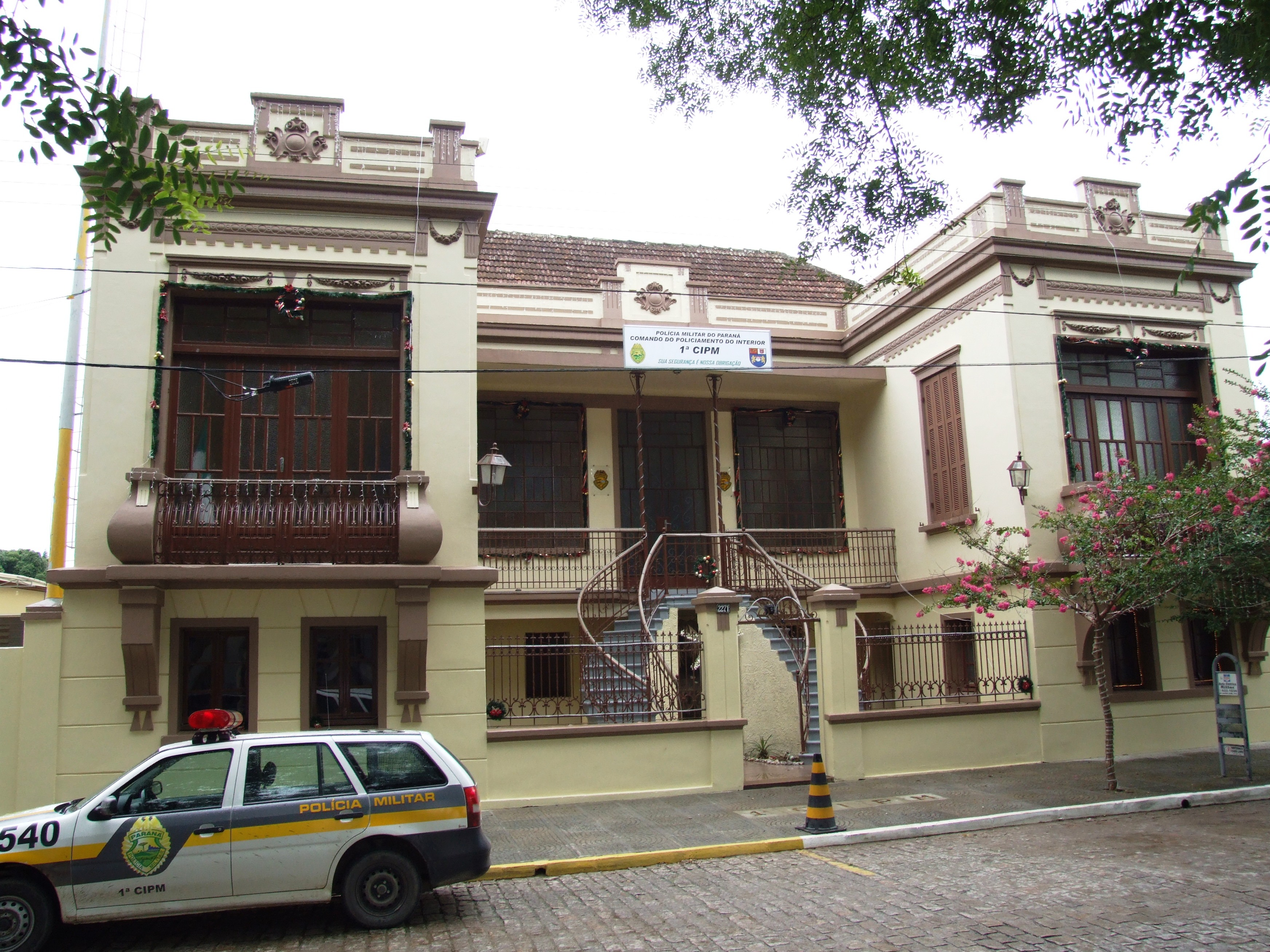
Sede della Primeira Companhia Independente PMPR.
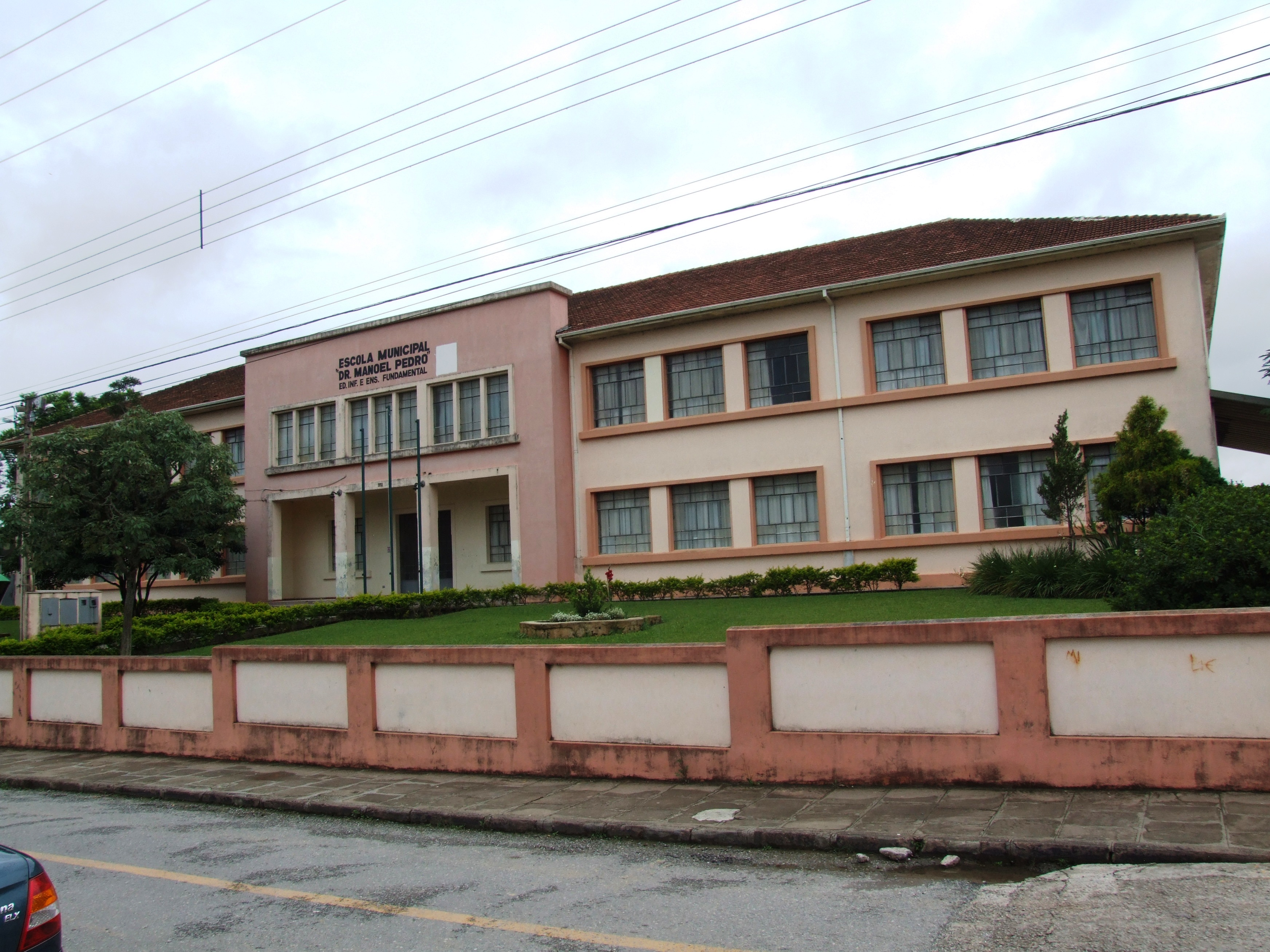
Scuola municipale "Dottor Manoel Pedro".